# Klamath
 For alternative betydninger, se Klamath (flertydig). (Se også artikler, som begynder med Klamath)
Klamath er de tidlige Pentium II-processorkerner. De var mindre effektive og udviklede mere varme end de nyere Deschutes Pentium II-kerner.
Klamath CPU'er fandtes i 233 til 333 MHz.
Produktionen af Klamath-processorene stoppede i august 1998, da Intel lancerede Deschutes CPU'erne, der var mere effektive og lavet i .25 mikron-størrelse, i stedet for Klamaths .35 mikron.
Det typiske ved denne processor er at FSB- og bus-hastigheden er synkron og ligger normalt på 66 MHz.
| Model navn         | Dato        | Socket | Clock   | Multi. | Størrelse       | Elektrisk spænd. | Watt | Bus    | Cache                   | XD  | 64  | HT  | ST  | VT  |
| ------------------ | ----------- | ------ | ------- | ------ | --------------- | ---------------- | ---- | ------ | ----------------------- | --- | --- | --- | --- | --- |
| Pentium II 233 MHz | 7. maj 1997 | Slot 1 | 233 MHz | 3,5x   | 350 nm 7,5 mil. | 2,8 V            | N.A. | 66 MHz | L1=32KB L2=512KB L3=0MB | Nej | Nej | Nej | Nej | Nej |
| Pentium II 266 MHz | 7. maj 1997 | Slot 1 | 266 MHz | 4x     | 350 nm 7,5 mil. | 2,8 V            | N.A. | 66 MHz | L1=32KB L2=512KB L3=0MB | Nej | Nej | Nej | Nej | Nej |
| Pentium II 300 MHz | 7. maj 1997 | Slot 1 | 300 MHz | 4,5x   | 350 nm 7,5 mil. | 2,8 V            | N.A. | 66 MHz | L1=32KB L2=512KB L3=0MB | Nej | Nej | Nej | Nej | Nej |